# Kristián Mensa
Kristián Mensa (nacido el 21 de octubre de 1997), más conocido por su nombre artístico Mr. Kriss, es ilustrador, bailarín y actor de origen checo que vive en Londres, Reino Unido . Ganó la competencia 2019 Red Bull Dance Your Style - República Checa . También fue mencionado en la lista 20 Under 20 de Huffington Post de jóvenes innovadores dotados de 2018, así como en The World's Smartest Teens en 2018. Varias agencias de noticias de todo el mundo han visto el trabajo de Kristián, entre ellas: Bored Panda, Designboom, Metro, BuzzFeed, y muchas más.

## Edad temprana y educación
Kristián nació en 1997 en Praga, República Checa, en una familia de ascendencia africana. Su abuelo era originario de Kumasi, Ghana . Estudió su escuela primaria en ZŠ s RVJ K Milíčovu, una escuela en Praga y terminó su educación secundaria en  Gymnázium Na Vítězné pláni, Praga de 2011 a 2018. En 2015, entró a la Escuela Secundaria arvada en Colorado, Estados Unidos como estudiante de intercambio . De 2018 a 2019, Kristián se inscribió a la Universidad de Ciencias Aplicadas de Europa en Berlín y se unió a Vysoká škola kreativní komunikace (VŠKK) en 2019, donde estudió Efectos Visuales y Animación.

## Carrera

### Carrera de ilustración
Mensa comenzó su carrera de ilustración profesional en 2015 con una exposición individual llamada Brewed Awakenings, en Arvada, Colorado . De 2015 a 2019, exhibió más de sus obras de arte en todo el continente europeo en varias exposiciones individuales y colectivas. Mensa es reconocido por humanizar la arquitectura y poner objetos coloridos y tangibles sobre sus dibujos. Su trabajo y punto de vista llamaron la atención delHuffington Post, apareciendo en la lista 20 Under 20  de jóvenes inteligentes e innovadores. Mensa was also listed in The World's Smartest Teens in 2018 by The Best Schools.
A través de los años, Mensa colaboró y creó ilustraciones para algunas marcas como Heinz, Pilot, Red Bull, Adidas y WWF-UK. Su arte ha sido destacado en las páginas como Bored Panda, Designboom, CCMA TV3, Metro.co.uk, DeMilked, Huffington Post, BuzzFeed, The Tax Collection, MyModernMet, Awesome Inventions, Courrier international, Art Sheep, AfroPunk, Red Bull y Arch Daily.

### Carrera de baile
A sus 16 años, en 2014, Mensa participó en las finales mundiales de King Of The Kidz en Ámsterdam, terminando entre los 16 mejores. En 2017, ganó la competencia Break Central Vol. III en Londres. A finales de 2017, obtuvo el primer lugar en Juste Debout en Bratislava y en Mindless - Experimental Dance Battle en Luxemburgo.
En el Eurovision Song Contest 2018 en Lisboa, Portugal, Mensa actuó junto a Mikolas Josef, quien representaba a la República Checa. En 2018, también actuó en I Love This Dance en París, Francia. En el Red Bull Dance Your Style - Czech Republic de 2019, Mensa, compitió bajo su nombre artístico Mr. Kriss, ganando el primer lugar y siendo calificado para participar en las primeras finales de Red Bull Dance Your Style que sucedieron en París, 12 de octubre de 2019. a principios de ese año, Kristián también ganó el Break Central Vol. V en Londres.
En 2020, Mensa bailó en el video musical "Magic" de Kylie Minogue. Además de eso, Kristián también apareció en varios videos musicales de otros artistas como Rita Ora, Skyline y Baynk.
Además de ser ilustrador y bailarín, Mensa también está en el mundo de la actuación. Apareció en la película checa de 2011 Peklo s princeznou como un niño artista. También ha actuado en el cortometraje checo Bo Hai en 2017 y Backstage en 2018. En 2020, Kristián apareció en una película sobre él mismo, la cual fue dirigida por Adolf Zika, y se tituló: "Who is Mr. Kriss?" ("¿Quién es Mr. Kriss?")
En noviembre de 2017, Kristián habló en la Conferencia TED enPrague.